# El sueño y las emociones

Las emociones desempeñan un papel clave en la salud mental general,  y el sueño desempeña un papel crucial en el mantenimiento de la homeostasis óptima del funcionamiento emocional.   El sueño deficiente, tanto en forma de privación como de restricción del sueño, afecta negativamente a la generación de emociones, la autorregulación y la expresión emocional. 

## Modelos de pérdida de sueño y reactividad emocional
Los científicos ofrecen dos explicaciones para los efectos de la falta de sueño en las emociones. Una explicación es que la falta de sueño provoca la desinhibición de las regiones emocionales del cerebro, lo que lleva a un aumento general de la intensidad emocional  (también conocido como modelo de desregulación). La otra explicación describe cómo la pérdida de sueño provoca un aumento de la fatiga y la somnolencia, junto con una disminución general de la energía y la excitación, lo que lleva a una disminución general de la intensidad emocional  (también conocido como modelo de fatiga).

### El modelo de desregulación
El modelo de desregulación está respaldado por estudios neuroanatómicos, fisiológicos y de autoinforme subjetivo. Las regiones emocionales del cerebro (por ejemplo, la amígdala) han mostrado un 60% más de reactividad a fotografías emocionalmente negativas después de una noche de privación de sueño, según lo medido mediante imágenes por resonancia magnética funcional.  Cinco días de restricción del sueño (cuatro horas de sueño por noche) provocaron una disminución en la conectividad con las regiones corticales del cerebro involucradas en la regulación de la amígdala.  Se demostró que el diámetro de la pupila aumenta significativamente en respuesta a fotografías negativas después de la privación del sueño.  Cuando se expusieron a estímulos positivos, los participantes privados de sueño mostraron una reactividad emocional amplificada en varias regiones del cerebro de procesamiento visual, límbico, estriatal y del mesencéfalo.  Una noche de privación de sueño hizo que los participantes juzgaran las imágenes neutrales de manera más negativa que los participantes sin privación de sueño.  Una noche de pérdida de sueño también provocó un aumento de la impulsividad ante estímulos negativos. 

### El modelo de fatiga
El modelo de fatiga está respaldado por autoinformes subjetivos y estudios fisiológicos. La excitación, medida por electroencefalógrafo (EEG), disminuye a medida que aumenta la pérdida de sueño,  lo que lleva a una disminución en el deseo de actuar y esforzarse. La pérdida de sueño a corto plazo se asocia con un embotamiento en el reconocimiento de expresiones faciales negativas y positivas.  Varias formas de expresión emocional, incluidas la expresión facial y vocal, se ven afectadas negativamente por la falta de sueño. Después de una noche de privación de sueño, los participantes muestran una disminución de la expresividad facial en respuesta a estímulos positivos,  así como una disminución de la expresión vocal de emociones positivas.  La falta de sueño ralentiza la generación de reacciones faciales en respuesta a rostros emocionales.  Una o dos noches de pérdida de sueño en adultos sanos se asocia con una disminución en la intensidad generada de los estados de ánimo positivos (es decir, felicidad y activación), así como con un aumento en la intensidad generada de los estados de ánimo negativos (es decir, ira, depresión, miedo y fatiga). La exposición crónica a largo plazo a una cantidad insuficiente de sueño se asocia con una disminución del optimismo y la sociabilidad, y un aumento de las experiencias subjetivas de somnolencia y fatiga.  Además, dormir restringido a cinco horas por noche durante el transcurso de una semana provoca aumentos significativos en los autoinformes de alteraciones subjetivas del estado de ánimo y somnolencia. 

## Sueño, emociones y dolencias psiquiátricas
Los patrones de sueño deficientes son prominentes en muchas enfermedades psiquiátricas. El insomnio aumenta el riesgo de sufrir un episodio depresivo, la falta de sueño influye en la aparición de la hipomanía y los trastornos del sueño contribuyen al mantenimiento de los trastornos del estado de ánimo.  Entre los pacientes con trastornos bipolares, la pérdida de sueño puede actuar como desencadenante de la aparición de un episodio maníaco.
Los patrones de sueño se ven afectados por trastornos emocionales y de conducta, y aspectos del bienestar emocional y cognitivo están influenciados por los patrones de sueño.  Los científicos han examinado los efectos de patrones de sueño deficientes en la regulación de las emociones en personas diagnosticadas con trastornos mentales (por ejemplo, depresión y ansiedad), trastorno límite de la personalidad, trastorno bipolar  y trastorno de pánico. Los métodos suelen incluir medidas observacionales, subjetivas, conductuales y fisiológicas del funcionamiento emocional. 
Las dificultades en la regulación de las emociones se asocian con mayores síntomas de depresión, ansiedad  y personalidad límite, que empeoran con malos patrones de sueño. La variabilidad de la frecuencia cardíaca (VFC) se describe como el intervalo de tiempo entre latidos del corazón y está relacionada con la capacidad de regulación de las emociones;  una VFC en reposo más alta se asocia con una mayor capacidad de regulación de las emociones y una VFC en reposo más baja se asocia con una capacidad de regulación de las emociones baja.  Los datos fisiológicos sugieren que la VFC se ve afectada negativamente por la pérdida de sueño,  como se observa en pacientes con trastorno de pánico con mala calidad del sueño que muestran una mayor inhibición cognitiva debido a la VFC reducida.  También se ha demostrado que la desregulación de las emociones desempeña un papel en el mantenimiento del trastorno de ansiedad generalizada,  trastorno de pánico,  trastorno obsesivo-compulsivo,  y trastorno por estrés postraumático.  En general, la deficiencia de sueño desempeña un papel en la atenuación de las emociones en poblaciones clínicas que ya son susceptibles a la desregulación emocional, así como en el mantenimiento de diversas afecciones psiquiátricas al contribuir a la disfunción emocional. 

### Los niños y el desarrollo emocional
Varias características emocionales importantes que se desarrollan en la infancia se han relacionado con la calidad y duración del sueño, por ejemplo, la accesibilidad, la adaptabilidad y el apego.  Se ha argumentado que la interrupción del sueño influye en la frecuencia del llanto. El llanto se interpretó como una forma temprana de desregulación del comportamiento y, por lo tanto, se ha relacionado con la regulación de las emociones. 

## El sueño como sistema de regulación del estado de ánimo
Se plantea la hipótesis de que soñar podría ser una forma de mejorar el estado de ánimo en poblaciones no clínicas.  La evidencia de este fenómeno se ha recopilado de informes de sueños caseros en psicoterapia y de sueños de laboratorio recopilados después de despertar a un participante en una fase de sueño REM.  Los adultos suelen recordar sueños que tienen un componente emocional negativo, por lo que las mujeres recuerdan más sueños que los hombres y el recuerdo de los sueños se asocia con un mayor nivel de ansiedad y un sueño más ligero. 

### Sueños después del estrés
En un estudio  realizado con adultos sanos y deprimidos se pudo demostrar que en sujetos sanos, soñar era una forma de influir positivamente en el estado de ánimo y afrontar el estrés durante la noche. Sin embargo, los sueños de personas deprimidas pueden deteriorar aún más su estado de ánimo. Los interesantes resultados de este estudio tienen una generalización limitada debido a la pequeña muestra y a la falta de sueños informados por los pacientes deprimidos.
Las emociones son más evidentes en las etapas del sueño REM que en otras etapas del sueño.  Se ha descubierto que durante el sueño REM las emociones negativas disminuyen.  Después de pasar por las etapas del sueño REM, las personas con depresión informan sentirse mejor, en un estudio realizado por Cartwright et al.  Por el contrario, una teoría propuesta por Revonsuo  afirma que cuando las personas experimentan emociones negativas o eventos negativos, cuando duermen, el sueño REM reproduce dichos eventos, lo que se conoce como ensayo.  Durante el sueño REM, las áreas del cerebro, el área suborbital y el área cortical son responsables de las emociones, pero también se activan la supresión de las emociones excitantes.  Los científicos notaron una disminución en la hormona noradrenalina que se libera en el cuerpo después de un evento altamente estimulante.  Las personas informaron sobre problemas para conciliar el sueño o dormir constantemente durante la noche cuando ocurría un evento estresante en su vida, como observó Åkerstedt.  El sueño REM ayuda a las personas con emociones negativas o mucho estrés. 

## Ritmo circadiano y emociones
El ritmo circadiano proporciona a la persona una señal de cuándo dormir y cuándo despertarse.  Si el ritmo circadiano y el ciclo de sueño-vigilia están desalineados, esto podría provocar afecto negativo e inestabilidad emocional.  Se ha descubierto que las emociones varían según el ritmo circadiano y la duración del tiempo que uno estuvo despierto.  Se ha descubierto que los trastornos del ritmo circadiano del sueño, como el trastorno del trabajo por turnos o el trastorno Jetlag, contribuyen de manera similar a la desregulación del afecto, con síntomas como irritabilidad, ansiedad, apatía y disforia. 